# Prothema plagifera
Prothema plagifera är en skalbaggsart som beskrevs av Aurivillius 1925. Prothema plagifera ingår i släktet Prothema och familjen långhorningar.
Artens utbredningsområde är Brunei. Inga underarter finns listade i Catalogue of Life.